# Rosemount
Rosemount — американская компания, с 1976 года — бренд компании Emerson, под именем которого производятся и продаются измерительные приборы давления, температуры, уровня и расхода.
Основное производство расположено в городе Шанхассен (штат Миннесота, США) с 1200 работающих сотрудников, и является одним из самых больших местных предприятий.

## История
Rosemount как компания была образована в 1956 с акцентом на быстрорастущую в то время авиационно-космическую промышленность и заказы правительства США.
Основатель компании, Франк Вернер, принял решение об улучшении конструкции лыжных ботинок, что привело к выпуску в 1965 году одной из первых конструкций ботинок для лыжного спорта, которые полностью были изготовлены из синтетических материалов. Лыжный завод был продан Bass Sports в 1968 году, и бренд Rosemount использовался вплоть до продажи Raichle в 1972 году.
В 1966 году компания переориентировала свою деятельность не только на государственные учреждения, а также на коммерческие проекты в перерабатывающих отраслях промышленности. В 1967 году был выпущен датчик температуры модели 411, а в 1969 — датчик давления модели 1151 (4-20 мА, ёмкостная технология).
Rosemount был приобретен компанией Emerson в августе 1976 года.
В 1992 году Rosemount была интегрирована с другим приобретением Emerson, Fisher Controls International.
В 2002 компания Fisher-Rosemount переименована в Emerson Process Management, подразделение компании Emerson.

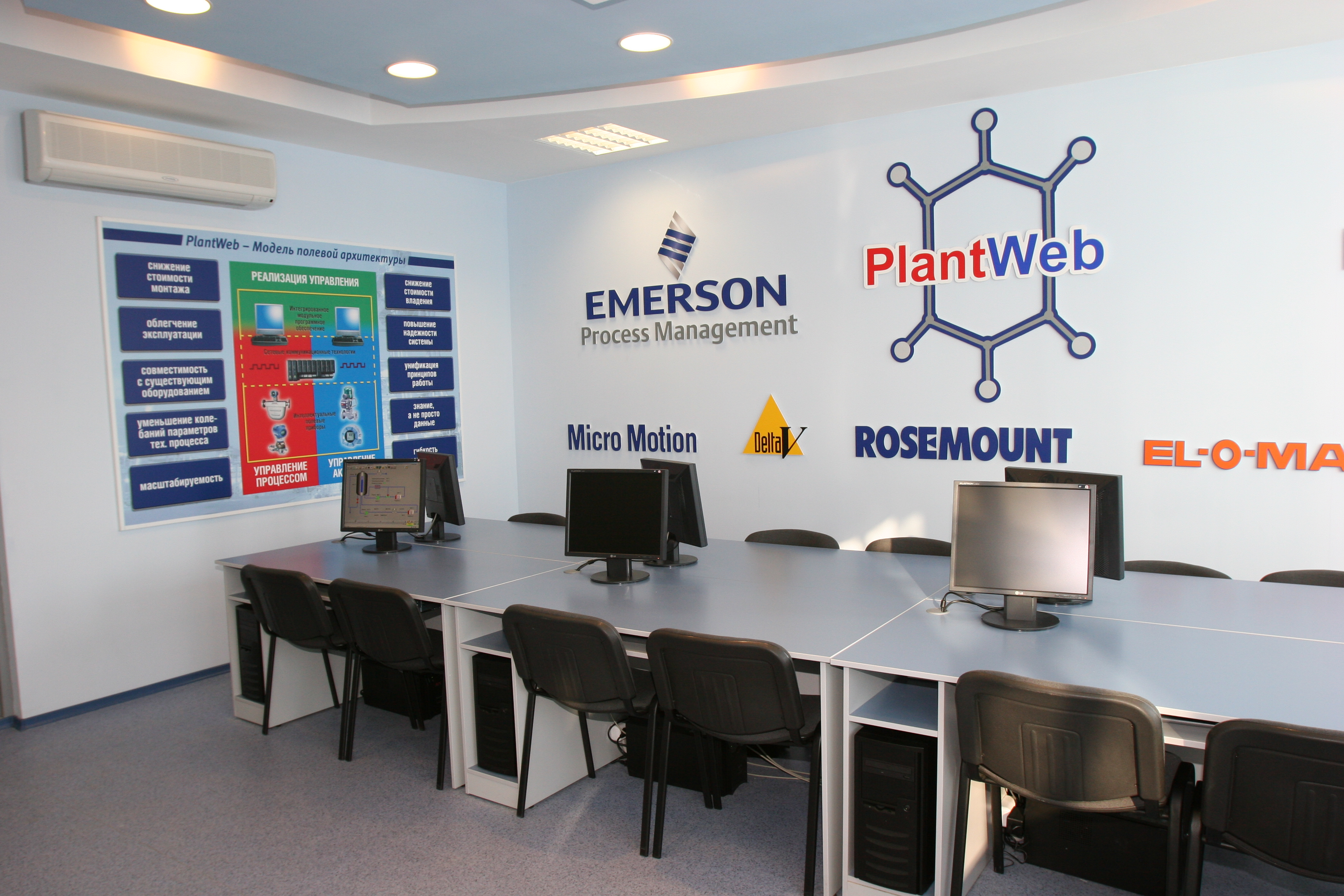
Лаборатория PlantWeb в ЮУрГУ, созданная при поддержке Rosemount

В 2011 году бизнес Rosemount признан одним из ста лучших инноваторов 2011 года по версии Thomson Reuters.

## Rosemount в России
Производство датчиков давления, расходомеров и датчиков температуры под брендом Rosemount в России сосредоточено в Челябинске на заводе Метран.
Интеллектуальные средства измерения Rosemount в составе Центра компетенций Emerson используются для обучения студентов приборостроительного факультета Южно-Уральского государственного университета.